# 신열우
신열우(1961년 ~ )는 경상남도 진주시 출신의 대한민국 소방공무원이다.

## 생애
소방장학생 특채로 임용되어 1986년 부산 항만소방서 근무를 시작으로 밀양ㆍ함안ㆍ합천소방서장, 경북소방학교장, 소방방재청 중앙119구조본부장, 소방제도과장, 방호조사과장, 경남소방본부장, 국민안전처 119구조구급국장, 소방청 소방정책국장, 소방청 차장, 서울소방재난본부장, 소방청 차장을 역임했고, 2020년 11월 1일 소방청장에 임명되었다.

### 논란 및 유죄 판결
신열우는 2021년 소방정감 승진을 위해 최병일 전 소방청 차장으로부터 500만 원과 명품 지갑(90만 원 상당)을 받은 혐의로 기소되었다. 대가로 최 전 차장은 승진 심사에서 최종 추천을 받았으며, 특정 인사를 지방 소방본부 인사에 개입하도록 영향력을 행사한 것으로 드러났다. 또한 그는 국립소방병원 건설 설계 입찰 비리와 관련된 브로커 및 업체와의 유착 의혹에도 연루되었다.
2024년 1월, 청주지방법원은 청탁금지법 위반 및 뇌물 요구 혐의로 징역 2년 및 벌금 1,200만 원, 추징금 590만 원을 선고했고, 최병일 전 차장 및 전 청와대 행정관도 각각 징역형을 받았다. 이어 같은 해 12월, 대법원은 신열우의 상고를 기각하며 형량을 확정, 징역 2년형이 실형으로 확정되었다. 이에 대해 법원은 "고위 공직자 간 유착된 부패 범죄로 공무원의 공정성과 청렴성을 심각히 훼손했다"고 판시하며, "국민과 현장 소방관의 신뢰를 저버렸다"고 지적하였다.

## 학력
- 경희대 화학과
- 부경대학교 대학원 산업안전공학 석사(1995년)
- 부경대학교 대학원 기계공학 박사(2009년)

## 상훈
- 대통령표창(2002년)
- 홍조근정훈장(2012년)